# Busch Memorial Stadium
O Busch Memorial Stadium (ou simplesmente Busch Stadium) foi um estádio localizado em Saint Louis, Missouri (EUA). Foi a casa do time de baseball da MLB St. Louis Cardinals de 1966 até 2005, e dos times de futebol americano da NFL St. Louis Cardinals (1966-1987) e St. Louis Rams (1995).

## História
Começou a ser construído em 1964, sendo inaugurado em 12 de Maio de 1966. Originalmente o  estádio chamava-se Civic Center Busch Memorial Stadium, até 1982, quando passou a se chamar Busch Memorial Stadium (porém o Memorial muitas vezes era esquecido, sendo chamado apenas de Busch Stadium). O nome vem da família Anheuser-Busch, que administrou o time de baseball até Março de 1996 e ajudou na construção do estádio.
Recebeu o World Series em seis oportunidades: 1967, 1968, 1982, 1985, 1987 e 2004 (venceu apenas em  1967 e 1982).
Após 1995, o estádio recebeu apenas jogos de baseball até 19 de Outubro de 2005. A demolição do estádio começou no dia 7 de Novembro de 2005, sendo concluída em 8 de Dezembro do mesmo ano. Em seu lugar foi construído o novo Busch Stadium.

## Galeria
- Vista aérea do estádio
- Interior do estádio na configuração para beisebol
- Interior do estádio na configuração para futebol americano